# Andrichsfurt
Andrichsfurt är en ort och kommun i Österrike. Den ligger i distriktet Ried im Innkreis i förbundslandet Oberösterreich, 210 kilometer väster om huvudstaden Wien. 
Kommunen består av 15 orter (Ortschaften) (inom parentes invånarantal 1 januari 2024):

- Albertsedt (14)
- Andrichsfurt (255)
- Baumgartling (35)
- Furt (90)
- Gehnbach (33)
- Irger (11)
- Krammern (49)
- Moosedt (8)
- Pesenreit (2)
- Pötting (198)
- Raschhof (20)
- Steingreß (37)
- Stelzham (7)
- Walchshausen (12)
- Weilhart (25)